# Orotsjen

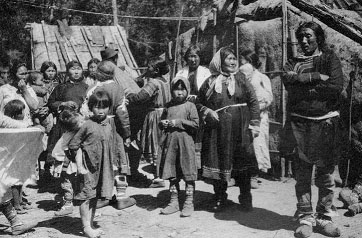
ca. 1920

De Orotsjen (Russisch: Орочи, [Orotsji]) is een volk in Rusland, dat gedeeltelijk nog het zuidelijke Toengoezische dialect Orotsjisch spreekt. Bij de Russische volkstelling van 2002 werden 686 Orotsjen geregistreerd, in 2010 nog 596.
Traditioneel waren de Orotsjen woonachtig in het zuidelijke deel van de kraj Chabarovsk en langs de rivieren Amoer en Koppi. In de 19e eeuw trokken enkelen van hen naar Sachalin. In de eerste decennia van de 20e eeuw vluchtten veel Orotsjen vanwege de oorlogen daar (Russisch-Japanse Oorlog en Russische Burgeroorlog) vanuit de kustgebieden grenzend aan de Japanse Zee naar het binnenland. In het begin van de jaren 30 van de 20e eeuw werd het nationale district (okroeg) Orotsjki geformeerd, maar werd kort daarop weer opgeheven "wegens gebrek aan inheemse bevolking".
Het volk heeft nooit een geschreven taal gehad en werd opgevoed met de Russische taal. Het Orotsjisch staat op het punt om uit te sterven, bij de volkstelling van 2010 meldden zich nog acht sprekers.
De Orotsjen hangen het Sjamanisme, de Russische orthodoxie en het Boeddhisme aan.
| Jaar | Aantal     |
| ---- | ---------- |
| 1897 | 551        |
| 1926 | 645 of 497 |
| 1959 | 782        |
| 1970 | 1.089      |
| 1979 | 1.198      |
| 1989 | 915        |
| 2002 | 686        |
| 2010 | 596        |